# Duncan Bell
Pas d'image ? Cliquez ici

a Compétitions nationales et continentales officielles uniquement.

Dernière mise à jour le 8 février 2011.
Duncan Bell, né le 12 juin 1979 à Apia, est un joueur néo-zélandais de rugby à XV qui évolue au poste de centre au sein de l'effectif du Saint-Médard RC.

## Biographie
Il part en Nouvelle-Zélande à l’âge de 2 ans et commence le rugby à 5 ans dans un club local et à l’école. Il fait également deux ans d’armée comme technicien de maintenance et rejoint ensuite la police dont il vient de démissionner[réf. nécessaire]. En dehors du rugby, il aime le golf, le surf et plus occasionnellement la pêche[réf. nécessaire]. 
Son arrivée à Dax peut sembler amusante : alors qu'il venait d'acheter un van pour voyager à travers l’Europe avec son père, il a eu un coup de fil sur le ferry entre Calais et Douvres. Il a alors changé son itinéraire pour aller à Dax et rencontrer les coaches. Il a tout de suite adoré Dax et pensé que ce serait une sacrée occasion de jouer ici. Il est ensuite reparti à Paris où son père a pris l’avion pour la Nouvelle-Zélande et a repris la route pour voir le dernier match de Dax de la saison.[réf. nécessaire]

## Clubs successifs
- ? - ? : Newbury  Nouvelle-Zélande
- ? - ? : Counties Manukau  Nouvelle-Zélande
- ? -2007 : Cornish Pirates  Angleterre
- 2007-2009 : US Dax  France
- Depuis 2009 : Saint-Médard RC